# Josep Goriònides
Josep Goriònides o Josep Ben Gorion, o també Josippon, va ser un escriptor i sacerdot hebreu, que només apareix esmentat per Flavi Josep a ἱστορία Ἰουδαϊκοῦ πολέμου (La guerra jueva) de qui diu que n'era contemporani, amb el nom de ϝἱὸς Γωρίωνος ('fill de Gorió').
A l'edat mitjana va aparèixer una Historia Judaica escrita en hebreu, d'estil senzill i elegant, suposadament escrita per Josep Goriònides, un sacerdot, una obra que té molts punts en comú amb La guerra jueva de Flavi Josep, i que en aquell moment es va creure que la va escriure el mateix Flavi Josep.
Actualment es creu que no la va escriure ni Flavi Josep ni Josep Goriònides, el seu contemporani, sinó que és una compilació confeccionada a partir de les edicions en llatí de les obres de Flavi Josep, feta probablement per un jueu francès de Bretanya en una època posterior al segle vi, tal com es pot deduir per la forma en què dona els noms dels països, que estaven en ús en aquella època.
Es va imprimir a Màntua cap a l'any 1470, i traduïda al llatí per Munster, a Basilea el 1541, i per Gagnier, a Oxford, el 1706.